# Li Xiaoyun
Li Xiaoyun (16 de marzo de 1987 en Lanzhou, Gansu), es una cantante china. Ella fue finalista del concurso Super Girl contest en 2009. Nacida en Gansu, creció en Lanzhou, Gansu. Estudia en la Universidad de Melbourne en Australia.

## Biografía
Li Xiaoyun, Michelle Li, creció pertenece a una familia que trabaja en Lanzhou, provincia de Gansu, en el noroeste de China. A la edad de 15 años, se trasladó a Melbourne, Australia, con su madre, quien dirige un restaurante. Michelle asistió a la Escuela de "Alto Blackburn" y estudió en la Universidad de Melbourne.
A Michelle le gustan los deportes. Ella solía ser la capitana y un buen centro del equipo de baloncesto de su escuela cuando cursaba el grado Medio N º 7 en Lanzhou en China.

## Carrera
A edad temprana, Michelle ha heredado el talento musical de su padre, a quien le gustaba realizar música en su tiempo libre. Michelle en el mundo de la música comenzó a tocar una vieja guitarra que le regaló su padre. Ella también fue influenciado por las estrellas del pop y tantos músicos como Leehom Wang (Wang Lihong), Jeff Chang (Zhang Xinzhe), David Tao (Tao Zhe) y Jay Chow (Zhou Jielun).
A pesar de nunca haber recibido ningún tipo de formación profesional, Michelle demostró su talento musical en la guitarra y el piano. Su habilidad en la guitarra llegó a ganar un gran reconocimiento profesional.

## Discografía
| Nombre del Álbum                       | Intro | Lista |
| -------------------------------------- | --- | --- |
| Cover Girls 封面女生 1st Compilation   | Cooperated by the Top 10 of Super Girl in 2009 - Released:August 27, 2009 - Label：EE-Media                    | Ver listaTracklisting 1. 沉淀 2. 唱得响亮(2009) |
| ALL BLUE 你看到的我是蓝色的 1st Studio | This album had collected 10 songs,7 of them were written by herself - Released: July 7, 2010 - Label: EE-Media | Ver listaTracklisting 1. 你看到的我是蓝色的 (All Blue) 2. 习惯 (Habit) 3. 爸爸给的坚强 4. 被剧终的音符 5. 灯(Lamp) 6. 我没那么狠心 7. 微笑练习 (Try to Smile) 8. 沉淀[remix] 9. 你不在的时候 10. 我为谁而来 |